# Saint-Aignan-Grandlieu
Saint-Aignan-Grandlieu é uma comuna francesa na região administrativa do País do Loire, no departamento de Loire-Atlantique. Estende-se por uma área de 17.94 km². Em 2010 a comuna tinha 4 019 habitantes (densidade: 224 hab./km²).